# Kees Tabak
Kees Tabak (Leiden, 31 augustus 1950) is een Nederlands fotograaf.
In het begin van de jaren 1980 is hij begonnen als popfotograaf.
Hij is begonnen als OOR-chroniqueur van de punkbeweging, maar kreeg al snel de grote namen live voor zijn camera, on the road of in zijn studio. Kees Tabak fotografeerde Prince in Paradiso, bij diens eerste optreden in Nederland, de foto van Prince; likkend langs de hals van zijn gitaar, ging de hele wereld over.
Hij volgde in Australië de tournee van U2 en had een fotoshoot met Madonna, die toen net doorbrak. The Rolling Stones gaven toen hun eerste concerten in de Kuip, er was de hysterie rond Doe Maar en Herman Brood, Blondie werd populair. Tabak kon ze allemaal fotograferen.
Nationaal; van Normaal tot de Dolly Dots en Herman Brood en internationaal; van Alice Cooper tot de Talking Heads. De Golden Earring was de band die hij het meest fotografeerde.
In het begin van de jaren 1990 stopte Tabak met popfotografie om zich te gaan toeleggen op reisreportages, mode- en reclamefotografie. Toen hij echter in 2004 Annie Leibovitz' boek American Music zag besloot hij dat er voldoende nieuwe Nederlandse bands en artiesten waren om daar een boek over te maken. Dat werd Dutch Music.